# 하트누아
하트누아(히브리어: הַתְּנוּעָה)는 이스라엘의 시온주의 정당이었다. 2019년 2월 18일에 해산되었다.